# エスパリオン
エスパリオン （Espalion）は、フランス、オクシタニー地域圏、アヴェロン県のコミューン。

## 地理

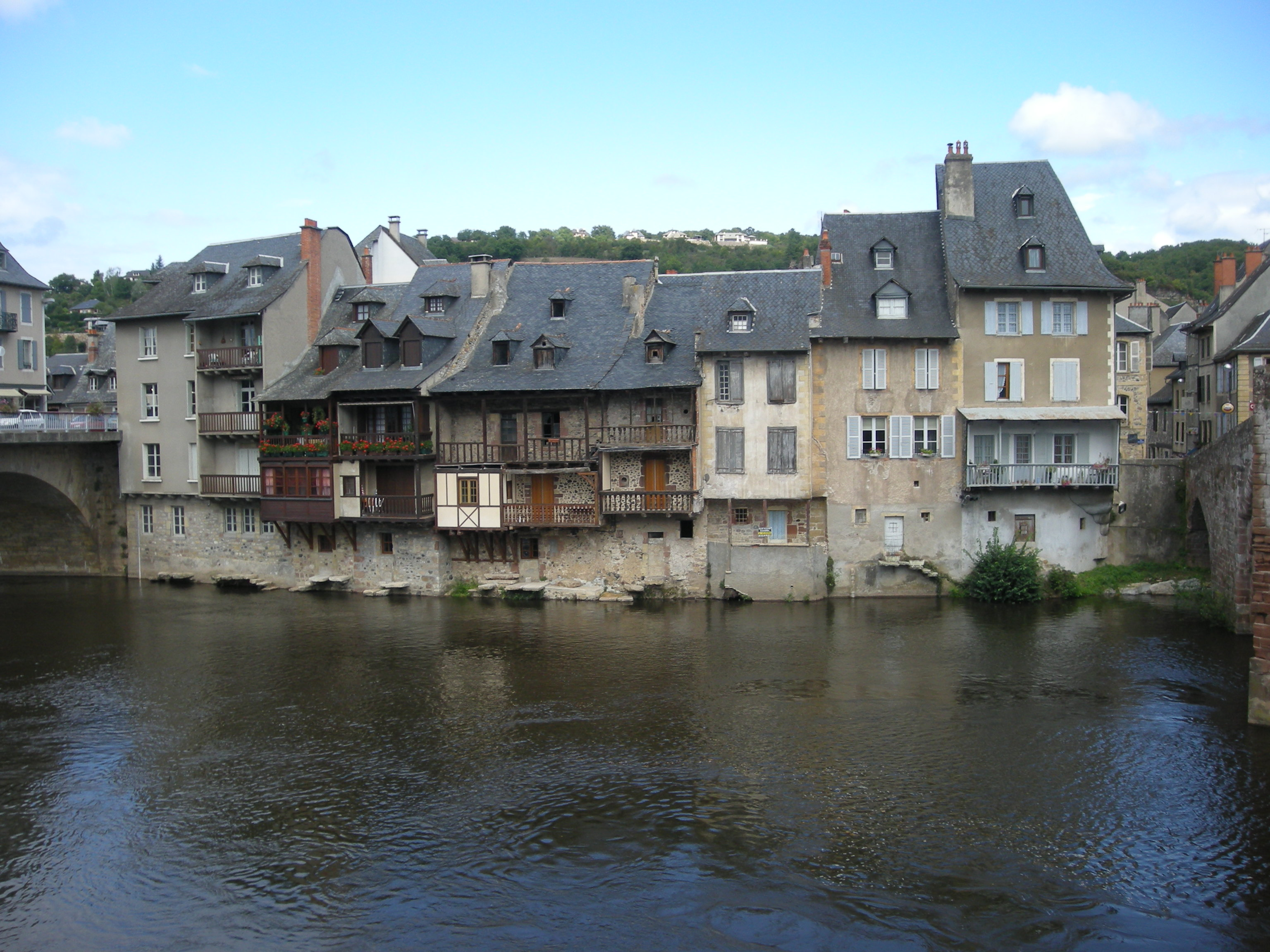
古い皮なめし工場

カルモン・ドルト城（fr）が見下ろす町は、ボラルド・ド・フロジャック川と合流した後のロット川（オック語でオルト川）が横断する地点にある。肥沃な土地にあるエスパリオンは、『フランス南部最初の笑顔』（Espalion, premier sourire du midi） と賞される。これは特にフランス北部から禁欲的なサンティアゴ・デ・コンポステーラの巡礼路の行程を辿ってきた巡礼者たちによく理解されている。
ロット河岸には、木造のバルコニーが張り出した、古風な住宅のファサードが並ぶ。これらはかつて皮なめし工場だったもので、ロット川に沈んだガンドゥリエと呼ばれる石の階段がついている。これらの石によって、季節ごとに変わる川の水位で皮をなめすことができた。川は頻繁に氾濫した。川に架かる、4つの赤い砂岩のアーチが付いた橋ポン・ヴューは中世に作られた。橋は現在UNECO世界遺産となっている。

## 歴史
エスパリオンはロット川の橋の村で、山間部との商業が行われてきた。10世紀からフランス革命まで、玄武岩でできたカルモン・ドルト城が村を見下ろしていた。コミューン南部にわずかに残る城の遺構は、おそらくカール大帝の子孫がこの城を建てたと思われる。

## ギャラリー

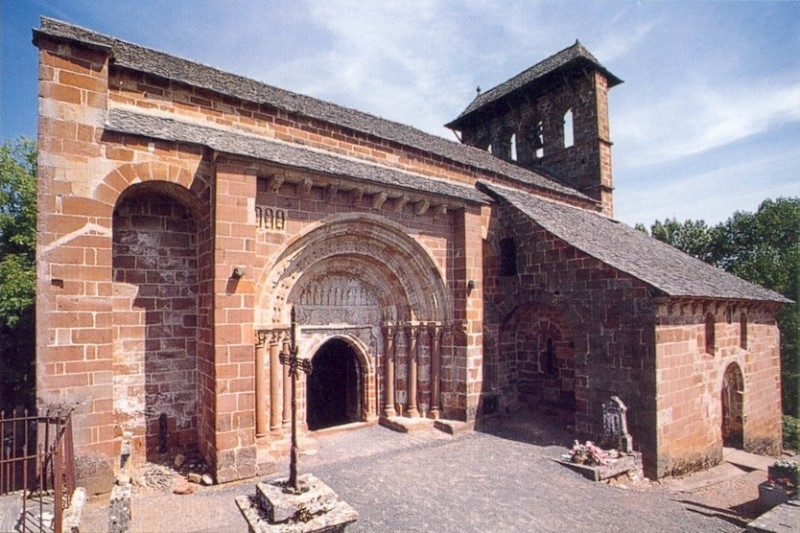
ペルス教会
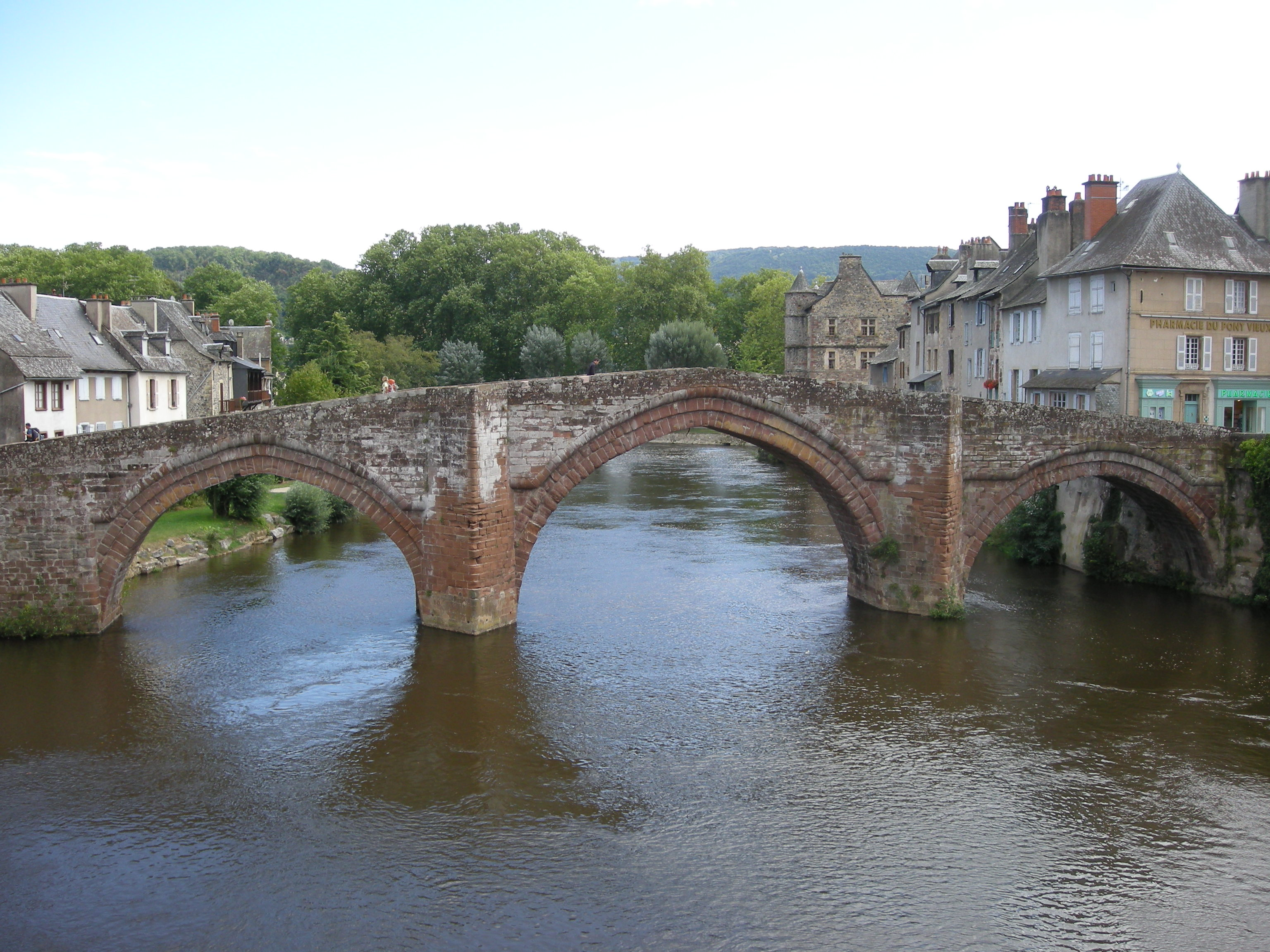
ポン・ヴュー
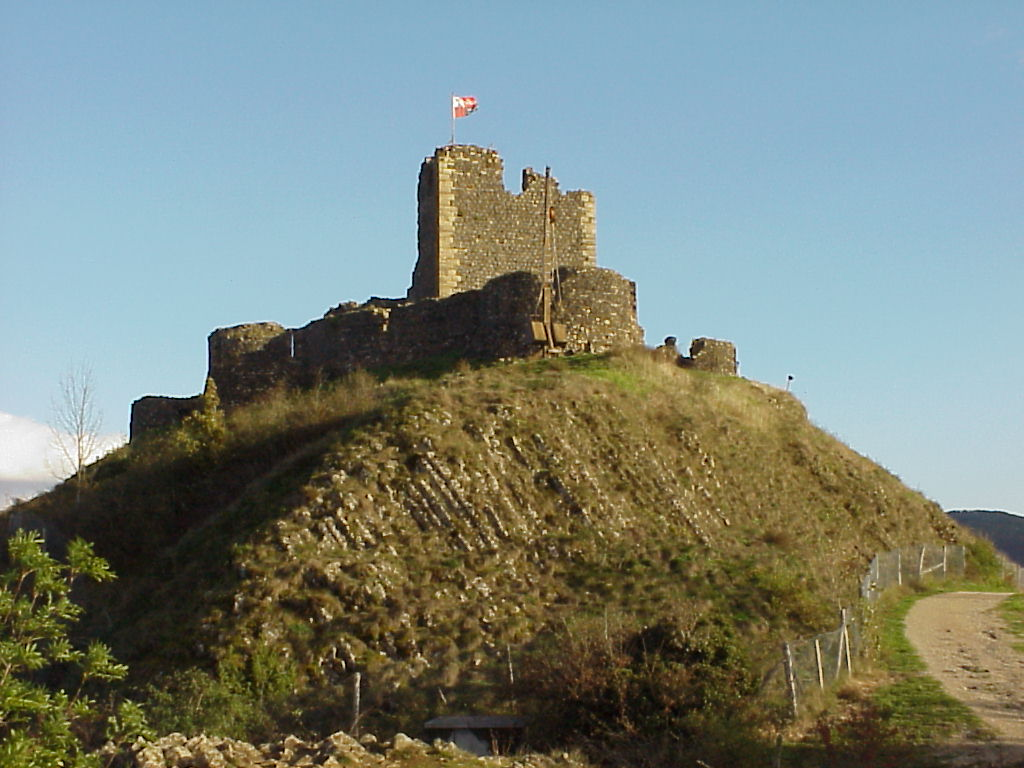
カルモン＝ドルト城